# Turismo medico
Il turismo medico o sanitario è l'uso di recarsi all'estero alla ricerca cure mediche. In passato si trattava solitamente di viaggi da paesi meno sviluppati verso altri altamente sviluppati per cure non disponibili localmente. Più di recente il termine si è esteso anche al viaggio dai paesi sviluppati verso quelli in via di sviluppo per trattamenti medici a basso costo.
Il turismo sanitario il più delle volte è per interventi chirurgici (estetici o di altro tipo) o trattamenti simili, sebbene le persone effettuino viaggi anche per le cure dentali o per aspetti legati alla fertilità.

## Storia
Il primo caso registrato di persone che viaggiano per cure mediche risale a migliaia di anni fa, quando i pellegrini greci viaggiarono dal Mediterraneo orientale verso una piccola area nel Golfo Saronico chiamato Epidauro. Questo territorio era il santuario del dio guaritore Asclepio.
Secoli dopo in Egitto nell'anno 1248, l'inaugurazione dell'ospedale Al-Mansouri al Cairo, essendo uno dei più sviluppati al mondo, fece sì che molte persone si recassero lì per ricevere cure mediche.
Le grandi città termali erano le prime forme di turismo medico. Nell'Europa del XVIII secolo i pazienti visitavano le terme perché erano luoghi con acque minerali presumibilmente salutari, curando la gotta i disturbi del fegato e la bronchite.

## Descrizione
I fattori che hanno portato alla crescente popolarità di tali viaggi includono l'alto costo dell'assistenza sanitaria, i lunghi tempi di attesa per determinate procedure, la facilità e l'accessibilità dei viaggi internazionali e il miglioramento sia della tecnologia che degli standard di assistenza in molti paesi.
Le destinazioni mondiali di viaggi medici più popolari includono: Albania,Canada, Cuba, Costa Rica, Ecuador, India, Israele, Giordania, Malesia, Messico, Singapore, Corea del Sud, Taiwan, Tailandia, Turchia, Stati Uniti.
Questa pratica si sta diffondendo sempre di più, perché i pazienti possono ottenere miglior trattamento o interventi medici specializzati ad un costo inferiore rispetto a quello che potrebbero avere nel proprio paese di origine. Questo tipo di turismo è stato favorito dalla crescente globalizzazione dei servizi sanitari e dalla facilità sempre maggiore di viaggiare all'estero, oltre che dalle scelte di mercato delle compagnie di assicurazione sanitaria.
I pazienti che scelgono il turismo sanitario vanno all'estero per molti motivi diversi. Ad esempio, in alcuni casi, i pazienti possono necessitare di un trattamento che non è disponibile nel loro paese d'origine, oppure possono cercare di evitare code d'attesa per i trattamenti urgenti o di evitare l'elevato costo delle cure mediche.

## Rischi e critiche
Mentre il turismo medico rappresenta un vantaggio per i pazienti che cercano di ottenere cure sanitarie di alta qualità ad un costo inferiore, è importante tenere a mente che questo tipo di viaggio presenta anche alcuni rischi, come la possibilità di contrarre malattie, le barriere linguistiche o culturali e la difficoltà nell'ottenere un follow-up adeguato.
Per questo motivo, prima di partire per un paese straniero con l'obiettivo di ricevere cure mediche, è importante informarsi bene sulla struttura dove si andrà, conoscere gli standard sanitari e le leggi del paese, verificando che la qualità delle cure sia paragonabile con quelle nazionali.